# Gerda Gattel
Gerda Gattel   (28 d'octubre de 1908 - Little Neck, 14 de maig de 1993) va ser una retolista i correctora de còmics americana.
Tot i haver nascut a Liechtenstein, Gattel tenia nacionalitat alemanya. L'any 1939 va arribar a Londres fugint de la opressió nazi. Allà va conèixer el seu marit, Gerhard, que llavors vivia a Kentucky, i després de casar-se es van instal·lar tots dos al barri de Brooklyn de Nova York. Al cap d'uns anys es van nacionalitzar nord-americans.
Tot i que abans de l'exili havia exercit com a secretària, mestra de llar d'infants i treballadora domèstica, l'any 1947 va començar la seva trajectòria professional en el món del còmic com a retolista al departament de producció de Marvel Comics. Amb el temps també en va ser correctora i directora de producció. A partir de l'any 1958 va començar a treballar per DC Comics, on feia d'assistent del vicepresident executiu Irwin Donenfield. L'any 1968 va convertir-se en la coordinadora de producció i va crear l'arxiu de publicacions de l'empresa (conegut actualment com la Biblioteca DC). Va jubilar-se en aquesta posició l'any 1973.
Va rebre un premi especial de l'Academy of Comic Book en reconeixement de la seva tasca.